# Aimé Lepercq

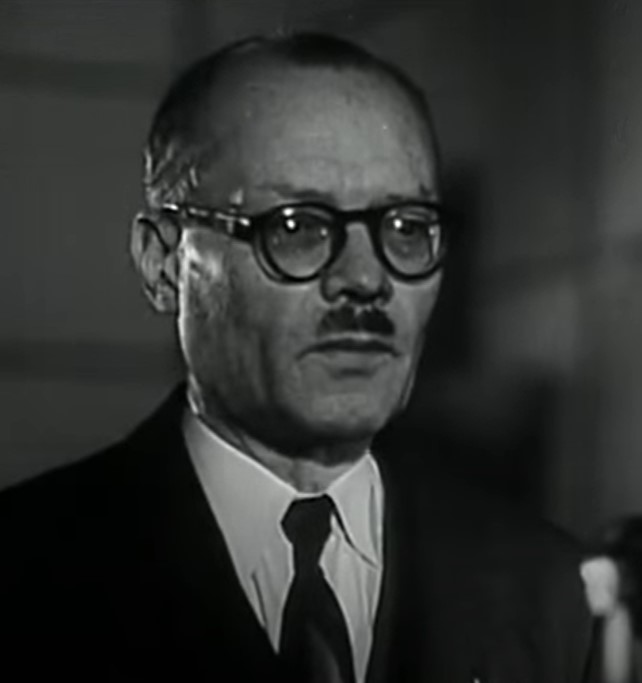
Aimé Lepercq (1944)

Aimé Marie Antoine Lepercq (* 2. September 1889 in Collonges-au-Mont-d’Or, Département Rhône; † 9. November 1944 in Harnes, Département Pas-de-Calais) war ein französischer Politiker, der unter anderem 1944 im Kabinett de Gaulle I Finanzminister war.

## Leben
Aimé Marie Antoine Lepercq, Tochter des Lehrers Gaston Paul Jules Lepercq und dessen Ehefrau Claudine Fichet, absolvierte nach dem Schulbesuch ein Studium der Montanwissenschaften an der École polytechnique sowie an der École nationale supérieure des mines de Paris (ENSM) und diente während des Ersten Weltkrieges im 54. Artillerieregiment (54e régiment d’artillerie), wobei er für seine Verdienste im Oktober 1915 zum Ritter der Ehrenlegion ernannt wurde. Nach Kriegsende war er Direktor der Banque Union européenne, industrielle et financière in der Tschechoslowakei und fungierte dort zwischen 1923 und 1929 als Geschäftsführer des Maschinenbauunternehmens Škoda, ehe er bis 1938 Leiter der technischen Tochtergesellschaft des Elektrotechnikunternehmens Schneider Electric war. Nach Beginn des Zweiten Weltkrieges wurde er 1939 in den aktiven Militärdienst zurückbeordert und war Kommandeur der 2. Gruppe des 182. Artillerieregiments. Anschließend übernahm er den Vorsitz des Organisationskomitees der Industrie für feste Mineralbrennstoffe. 1943 wurde er vom Vichy-Regime wegen seiner feindseligen Positionen gegenüber dem Pflichtarbeitsdienst STO (Service du travail obligatoire) entlassen und engagierte sich während der deutschen Besetzung Frankreichs im Zweiten Weltkrieg unter dem Decknamen „Landry“ in der Widerstandsbewegung Résistance innerhalb der zivilen und militärischen Organisation, deren Präsident er am 25. Februar 1944 wurde. Zudem war er erster Kommandeur der Französischen Streitkräfte im Inneren (Forces françaises de l’intérieur) und wurde am 8. März 1944 von der Gestapo verhaftet und am 17. August 1944 aufgrund von Störungen durch die deutsche Verwaltung freigelassen. Für seinen Einsatz gegen die Besatzungsmacht in der OCM wurde er am 29. Dezember 1944 mit dem Titel Compagnon de la Libération geehrt.
Während der Provisorischen Regierung der Französischen Republik bekleidete Lepercq im Kabinett de Gaulle I vom 10. September 1944 bis zu seinem Tode bei einem Straßenverkehrsunfall am 9. November 1944 den Posten des Finanzministers (Ministre des Finances).
Aus seiner am 21. Juli 1919 geschlossenen Ehe mit Anne-Marie Colrat (1893–1949) gingen fünf Kinder hervor.